# Людовик XI
Людо́вик XI (фр. Louis XI; 3 июля 1423, Бурж — 30 августа 1483, Плесси-ле-Тур) — король Франции в 1461—1483 годах из династии Валуа.
Правление Людовика XI ознаменовано политическими интригами не самого благовидного рода, целью которых было объединение раздробленной Франции и ликвидация самостоятельности крупных феодалов. В этом Людовику XI сопутствовала бо́льшая удача, чем его предшественникам: он считается основателем абсолютной монархии во Франции.
Набожный, жестокий и осторожный, Людовик ещё при жизни получил несколько прозвищ, ни одно из которых толком не прижилось: Осторожный, Благоразумный (фр. le Prudent) или, неодобрительно, Всемирный паук (фр. L’universelle aragnée). Лишённый моральных принципов, он был, тем не менее, яркой личностью и охотно изображался историческими романистами: Вальтером Скоттом в произведениях «Квентин Дорвард» и «Карл Смелый, или Анна Гейерштейнская, дева Мрака» и Виктором Гюго в «Соборе Парижской Богоматери». Помимо архивных документов, основными источниками по его правлению служат записки королевского советника Филиппа де Коммина, мемуары бургундского дипломата Оливье де Ламарша, хроники придворных историографов Жана де Кастеля и Матье Левриена, «Деяния Карла VII и Людовика XI» епископа Лизьё Тома Базена, «Хроники и анналы Франции» королевского секретаря Николя Жиля, а также «Скандальная хроника» парижского нотариуса Жана де Руа.

## Биография
Людовик родился в Бурже, в субботу 3 июля 1423 года. Он был старшим сыном короля Франции Карла VII. Во время Столетней войны англичане удерживали северную Францию, включая город Париж, а владения Карла VII были ограничены центром и югом страны. Всего через несколько недель после крещения Людовика в соборе Святого Этьена 4 июля 1423 года французская армия потерпела сокрушительное поражение от англичан в битве при Краване.
В юности он получил неплохое образование, изучив под руководством преподавателя Жана Мажори латынь и богословие. Не обладая выдающимися физическими данными, прошёл хорошую военную подготовку, включая стрельбу из лука, метание копья и фехтование. Являлся прекрасным наездником, что в зрелом возрасте помогало ему совершать свои многочисленные поездки и паломничества.

### Наследник престола. Борьба с отцом
25 июня 1436 года, в возрасте неполных 13 лет, по настоянию своего отца, нуждавшегося в военной помощи со стороны короля Шотландии Якова I, Людовик вступил в Туре в брак с 11-летней дочерью последнего Маргаритой Стюарт. Ещё будучи «дофином, принимал участие в Прагерии» — восстании дворянства против Карла VII (1440). Король простил мятежников, после чего Людовик жил в Дофине.
В 1444 году вместе с отцом Людовик участвовал в походе наёмников-«живодёров» на Швейцарию и в Эльзас, приняв участие в сражении при Санкт-Якобе у Бирса. После смерти в 1445 году своей первой жены Маргариты Шотландской, не пользовавшейся его расположением и так и не подарившей ему наследников, он некоторое время пребывал при отцовском дворе, но в сентябре 1446 года был удалён оттуда из-за неуважительного отношения к любовнице короля Агнессе Сорель. Проживал вдовцом в Дофине, заведя себе там двух любовниц, но весной 1451 года женился на Шарлотте, дочери герцога Савойи, против воли отца, прочившего ему в невесты Элеонору Португальскую. На неоднократные требования Карла явиться ко двору он отвечал отказом, отправляя к нему посольства с формальными уверениями в преданности, и, наконец, в августе 1456 года бежал в Лувен под защиту бургундского герцога Филиппа Доброго, торжественно встретившего его 15 октября того же года в Брюсселе. Когда в 1461 году король-отец умер, Филипп по просьбе Людовика присутствовал при короновании последнего в Реймсе, возвёл его в рыцарское достоинство и сопровождал его до Парижа. При этом народ, как сообщает в своей «Скандальной хронике» Жан де Руа, восторженно приветствовал Филиппа и холодно отнёсся к Людовику.

### Личность. Первые интриги
Властолюбивый, скрытный, чёрствый, Людовик был тонким психологом. До него правительство действовало почти исключительно силой, но Людовик заменил силу хитростью, а феодальную политику строил на лжи, обмане и осторожности. Удалив от должности отцовских советников, расправившись со своими врагами, король начал борьбу с феодалами. Путём подкупа он возвратил Франции Пикардию, интриговал против герцога Бургундского (1464), вмешивался в английские распри между Ланкастерской и Йоркской розами. Деспотизм Людовика восстановил против него как крупных, так и мелких феодалов.

### Борьба с феодалами

#### Военные поражения

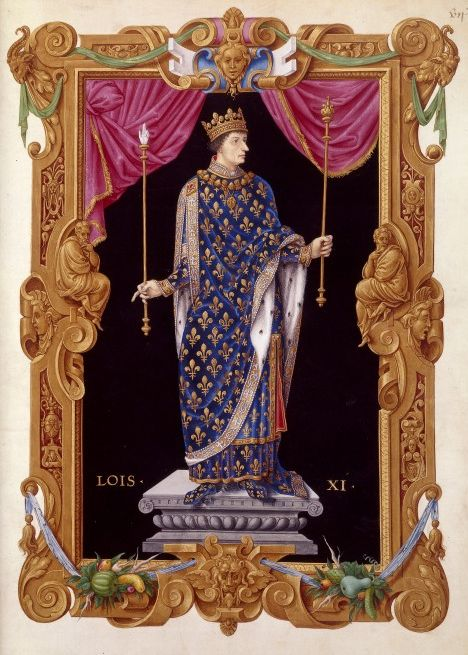
Изображение Людовика XI из книги Жана де Тилле «Короли Франции». Национальная библиотека Франции, Париж.

Против Людовика началось возмущение (1465) — так называемая «Лига общественного блага». Во главе этой феодальной реакции стояли младший брат короля, герцог Карл Беррийский, преемник Филиппа Карл Смелый, а также Франциск Бретонский. Людовик сначала вступил в переговоры с феодалами, но потом собрал войско и занял Монлери. 16 июля 1465 года произошло сражение; Людовик отступил в Корбей, как побеждённый. Войско «Лиги» значительно увеличилось, и союзники подступили к Парижу. Не решаясь вступить с ними в битву, Людовик старался перессорить союзников, но после долгих переговоров в Конфлане вынужден был уступить. 29 октября был подписан трактат, по которому владения Людовика со всех сторон были стеснены территориями феодалов и вождей лиги.
Однако Людовик сумел выпутаться из своего унижения, пользуясь девизом «divide et impera». Он искусно возвратил Нормандию под королевское управление (1466), прогнав оттуда своего брата, герцога Беррийского, которому сначала пообещал взамен Шампань, но затем, в апреле 1469 года передал во владение герцогство Гиень. Карл Смелый стал грозить Людовику за нарушение Конфланского договора. Людовик по совету коннетабля Сен-Поля и кардинала Ла Балю решился обмануть Карла притворной доверчивостью и поехал к нему для переговоров в Перонну (1468).
Между тем в Льеже, которому Людовик раньше обещал свою помощь, произошло восстание. Тогда Карл задержал Людовика и 14 октября 1468 года заставил его заключить в Перонне договор, которым Людовик признал, что не имеет никаких ленных прав над Фландрией и Пикардией. Льеж был разрушен; Людовик был свидетелем жестокого наказания бунтовщиков, раболепно поздравил Карла с победой и, опозоренный в глазах Франции, вернулся в Париж. В ноябре 1470 года, заручившись поддержкой торгового сословия, Людовик созвал в Туре собрание нотаблей, которое вызвало бургундского герцога к суду парижского парламента. Началась война. Положение Людовика было тяжёлое: вся Западная Франция восстала против него. Только неожиданная смерть брата Людовика, герцога Гиенского, расстроила коалицию феодалов. Пуату и Гиень были присоединены к владениям короля. Неудачный поход Карла во Францию (осада Бове) улучшил положение Людовика; он заключил перемирие с Карлом (1472).

Франция в 1477 году
Королевский домен
Владения Карла Смелого

#### Политические победы
Путём хитрости и насилия Людовик стал покорять феодальных владетелей: дом д’Арманьяков был низвергнут, и власть Людовика на юге Франции стала более прочной. Возбуждая врагов против Карла Смелого, Людовик стал искать дружбы со Швейцарией, заключил «вечный договор» с Габсбургской династией и швейцарцами, примирился с английским королём Эдуардом IV, который в июле 1475 года высадился в Кале с 23-тысячной армией, заключив с ним договор в Пикиньи.
После поражения Карла при Грансоне (1476) Людовик льстил швейцарцам, утешая в то же время герцога. Вскоре Карл потерпел ещё более серьёзное поражение под Муртеном. 5 января 1477 года Карл погиб в сражении у Нанси, к великой радости Людовика, задумавшего отнять бургундские земли у дочери и наследницы Карла, Марии Бургундской.
Воспользовавшись просьбой вдовы Карла о покровительстве, Людовик занял Бургундию и Франш-Конте, а через некоторое время — Пикардию и Артуа. Скоро в занятых французами областях бургундского государства начались мятежи; ещё резче проявилась вражда к Людовику в Геннегау и Фландрии.  Женитьба эрцгерцога Максимилиана Австрийского на Марии расстроила планы Людовика, которому весной 1479 года удалось взять Доль, столицу Франш-Конте. Несмотря на разгром французской армии имперскими войсками 7 августа 1479 года в сражении при Гинегате, в сентябре того же года Швейцарская конфедерация за уплату 150 000 флоринов отказалась от Франш-Конте, которое окончательно отошло Священной Римской империи по подписанному в 1493 году Карлом VIII и Максимилианом I договору в Санлисе.

### Военная реформа. Последние годы
После поражения при Гинегате Людовик решил преобразовать французское войско. Города были освобождены от военной повинности, вассалам дозволено было откупаться от личной военной службы. Главную массу наёмной пехоты составили швейцарцы; всего у Людовика было до 30 000 хорошего войска, около 5 000 кавалеристов и до 25 000 пехотинцев. Помимо постоянно совершенствовавшейся артиллерии, развивался созданный в 1445 году Карлом VII институт конной жандармерии, традиционно делившейся на «ордонансовые роты по 100 копий» каждая. Если в начале царствования Людовика во Франции было таких 1700 «копий», то к концу его правления их было уже около 4000. В то же время, попытка реорганизации Людовиком созданных в 1448 году отрядов вольных стрелков из лука, или «франк-аршеров», потерпела неудачу.
В 1481 году Людовиком присоединены были Прованс и Мэн после смерти Карла IV.
Став полновластным королём, объединившим под своей властью всю Францию, кроме Наварры и Бретонского герцогства, Людовик стал опасаться за свою власть и поселился в уединённом и сильно укреплённом замке Плесси-ле-Тур, где жил как в тюрьме, окружив себя шотландской гвардией под начальством лорда Крауфорда, и никому не доверяя. Народная молва распускала про Людовика и его прислужников — цирюльника Оливье ле Дэна, прозванного Дьяволом, и старшего прево Тристана Лермита, — самые ужасные слухи. Король окружил себя астрологами, боялся смерти, посылал богатые пожертвования в церкви, но до последней минуты обдумывал коварные политические планы. По рассказам мемуариста-современника Филиппа де Коммина, подозрительный Людовик имел обыкновение подолгу держать своих знатных узников в специальных железных клетках, причём изобретатель их епископ Верденский Гийом де Аранкур сам провёл в такой клетке 14 лет.

По традиции (или легенде?), — пишет французский историк-медиевист Жак Эрс, — считают, что Людовик XI старался окружить себя людьми, находившимися в полной его власти, выходцев из незнатного сословия. Эти верные ему люди были накрепко с ним связаны, находились в его тени, следовали за ним повсюду, а чтобы скомпрометировать их и забрать над ними полную власть, он поручал им грязную работу — аресты подозрительных, расследования, заседания в чрезвычайных трибуналах, тайные поручения и переговоры.
Уже в последний год своей жизни тяжело больной Людовик XI уверовал в то, что его мог бы исцелить глава монашеского ордена минимов святой Франциск из Паолы. По настоятельной просьбе короля и по просьбе папы Франциск вместе с учениками отправился во Францию в королевский замок Плесси-ле-Тур. Первая встреча с королём произошла 1 мая 1483 года. Людовик просил Франциска об исцелении, на что тот осторожно ответил: «Я хотел бы это сделать, но на этой земле я всего лишь бедный грешник, как и вы; Бог может всё». Этот исторический эпизод изображён на картине Николя Госсе.
Вскоре после этой отчаянной попытки вернуть здоровье Людовик XI объявил о своём желании, чтобы регентом Франции при малолетнем Карле VIII стала его дочь Анна де Божё, которую он называл своим ангелом. 30 августа 1483 года Людовик скончался в Плесси-ле-Тур.

## Общая характеристика. Государственная и культурная деятельность
Людовик XI основал абсолютную монархию на развалинах феодализма, расширил пределы Франции до Юры, Альп и Пиренеев. Уже в начале своего правления он призвал к себе двух секретарей покойного Карла VII Ноэля де Фрибуа и Робера Блонделя, обосновавших в своих сочинениях исключительное право на французский трон династии Валуа, на основании толкования ими 59-й статьи «Салического закона», отвергающего наследование по женской линии, которым пользовались претендовавшие на французскую корону английские монархи.
Один из образованнейших людей своего времени, Людовик покровительствовал наукам и искусствам, особенно медицине и хирургии, реорганизовал медицинский факультет в Парижском университете, основал типографию в Сорбонне и вообще покровительствовал распространению книгопечатания, поощрял торговлю и промышленность, понимал значение земледелия и горного промысла, восстановил древнее учреждение Римской империи — почту. В 1466 году Людовик XI издал указ, согласно которому г. Лиону отводилась роль центра европейского шёлкового производства. При Людовике единожды состоялось собрание государственных чинов. Заботясь о государственных средствах, он ввёл громадные налоги, был скуп и сдержан. При нём налоговые сборы выросли с 1,2 млн. до 4,6 турских ливров; при этом налоги собирались в первую очередь прямые, косвенные же оставались низкими (14 %).
Опираясь в течение 22 лет своего правления на Высший совет, Людовик включал в его состав, наряду с принцами и аристократами, незнатных дворян и иностранцев, фламандцев, швейцарцев, итальянцев и испанцев, а также представителей региональных властей и разночинцев. При нём был создан институт «мастеров прошений», или судебных докладчиков королевского дворца, а на местах созывались провинциальные парламенты, в каждом из которых заседало по 20-30 советников в мантиях. Король активно вмешивался в деятельность высшего Парижского парламента, фактически назначая его председателей. Стремясь лишить французское духовенство самостоятельности, закреплённой «Прагматической санкцией» 1438 года, он постоянно оказывал давление на провинциальных прелатов и, опираясь на поддержку Святого Престола, добивался избрания епископов из числа собственных креатур.

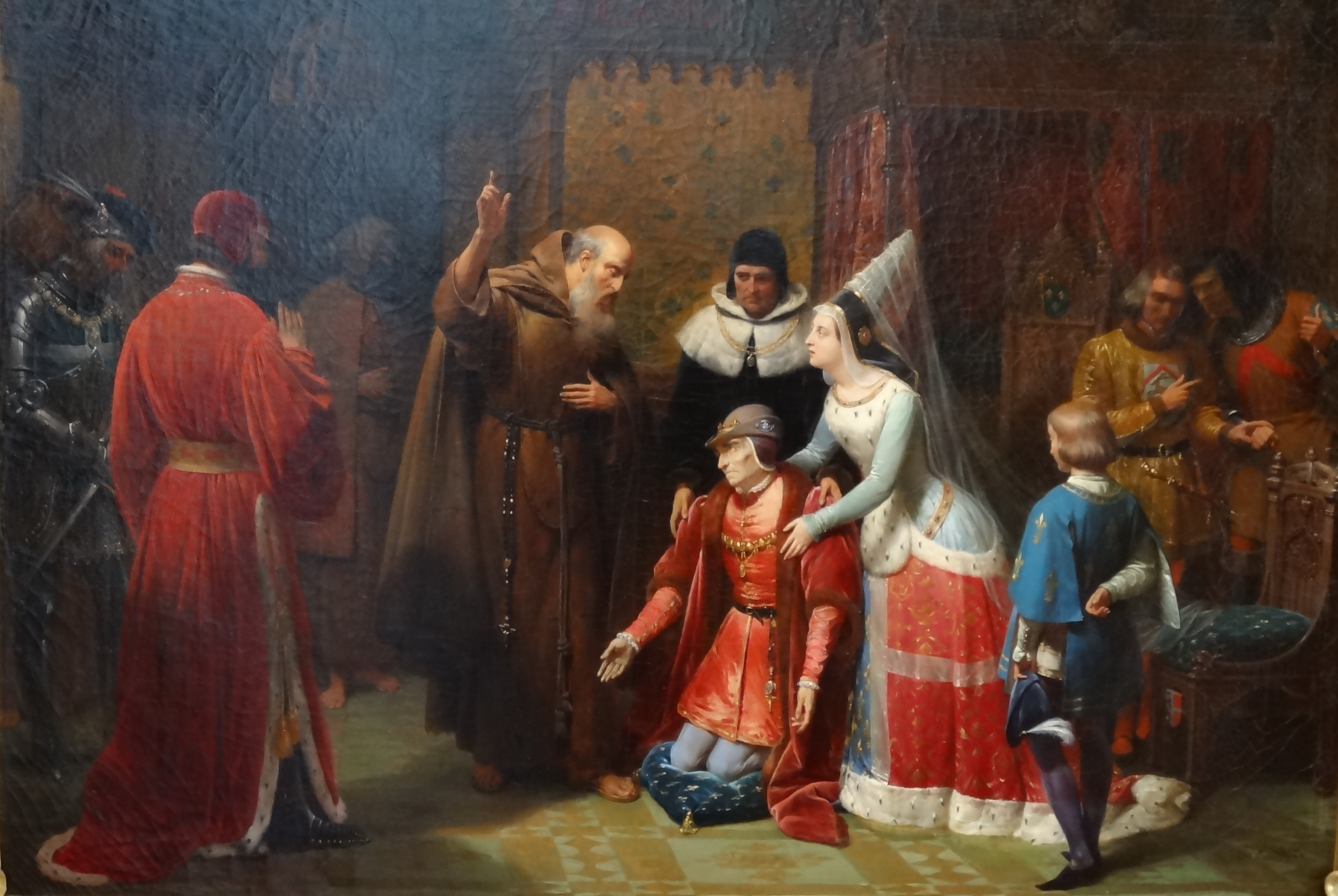
Художник Николя Госс. Людовик XI на коленях перед святым Франциском из Паолы

Будучи очень религиозным, Людовик мало интересовался женщинами, но любил охоту, а сохранившиеся его письма свидетельствуют, что он был красноречив, обладал ораторским талантом и чувством юмора. Он составил лично 66 статей устава рыцарского Ордена Святого Михаила, созданного им в 1469 году по образцу бургундского Ордена Золотого Руна.
Долгое время считалось, что именно Людовик сочинил любопытное наставление сыну, известное под названием «Розарий войн». Современные исследователи предполагают авторство придворного лекаря и астролога Пьера Шуане.

## Семья и дети
- 1-я жена: (с 24 июня 1436 года) Маргарита Стюарт (25.12.1424 — 16.08.1445), принцесса Шотландская, дочь короля Шотландии Якова I и Джоанны Бофор. Детей не имели.
- 2-я жена: (с 9 марта 1451 года) Шарлотта Савойская (1440—1483), дочь Людовика I, герцога Савойского, и Анны де Лузиньян, принцессы Кипрской. Имели 8 детей:
  - Луи (1458—1460)
  - Иоахим (Жоаким) (1459)
  - Луиза (1460)
  - Анна де Валуа (1461—1522); с 1473 года замужем за Пьером II (1438—1503), герцогом де Бурбон.
  - Жанна де Валуа (1464—1505); с 1476 года замужем за Людовиком XII Орлеанским (1462—1515), королём Франции с 1498 года.
  - Франсуа (1466)
  - Карл VIII де Валуа (1470—1498), король Франции с 1483 года.
  - Франсуа (1472—1473).

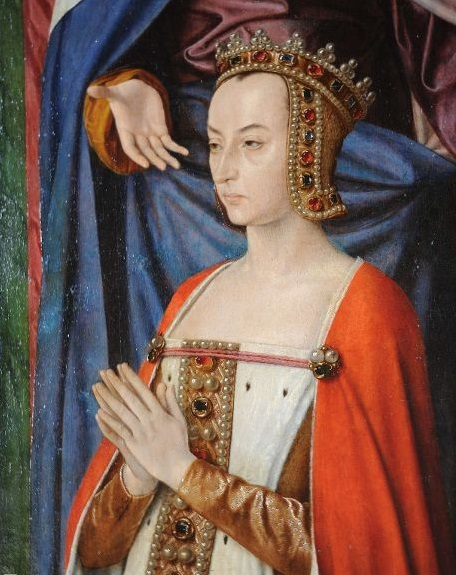
Анна
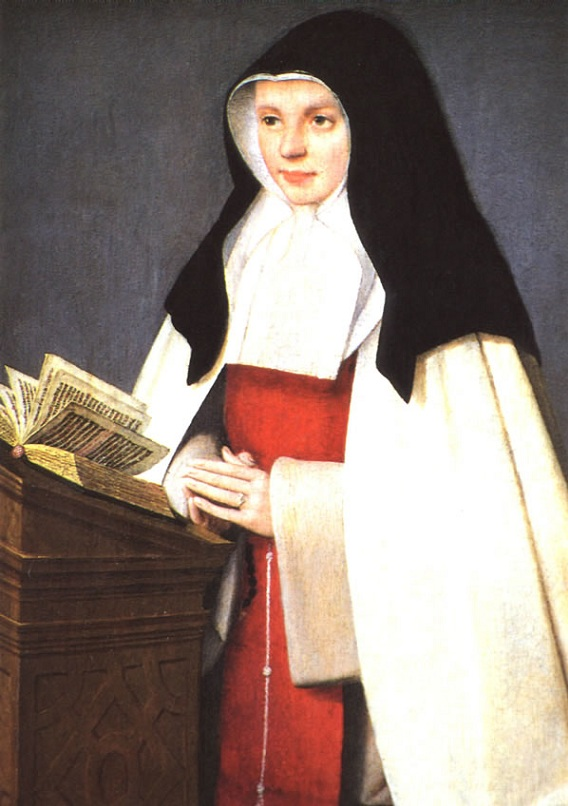
Жанна
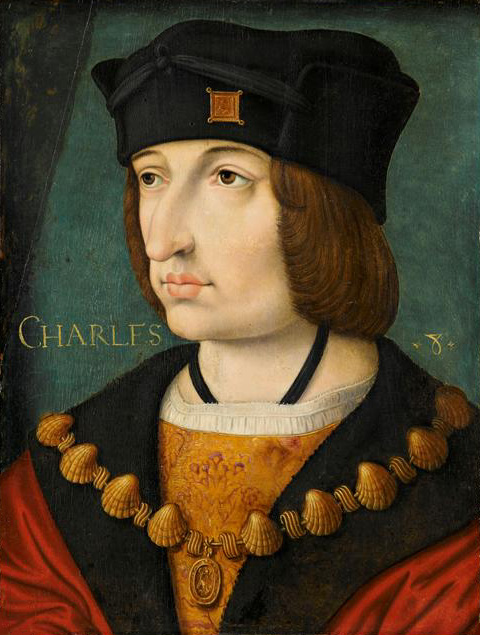
Карл VIII

## Образ Людовика XI в фильмах и телесериалах
- «Чудо волков» / Le miracle des loups (Франция, 1924) — режиссёр Раймон Бернар, в роли Людовика — Шарль Дюллен.
- «Любимый плут» / The Beloved Rogue (США, 1927) — режиссёр Алан Кросланд, в роли Людовика — Конрад Фейдт.
- ««Если бы я был королём» / If I Were King (США; 1938) — режиссёр Фрэнк Ллойд, в роли Людовика — Бэзил Рэтбоун.
- «Горбун Собора Парижской Богоматери» / The Hunchback of Notre Dame (США, 1939) — режиссёр Уильям Дитерле, в роли Людовика — Гарри Девенпорт.
- «Квентин Дорвард» / Quentin Durward (США, 1955) — режиссёр Ричард Торп, в роли Людовика — Роберт Морли.
- «Если бы нам рассказали о Париже» / Si Paris nous était conté (Франция, 1956) — режиссер Саша Гитри, в роли Людовика – Саша Гитри.
- «Собор Парижской Богоматери» / Notre-Dame de Paris (Франция, 1956) — режиссёр Жан Деланнуа, в роли Людовика — Жан Тиссье.
- «Чудо волков» / Le miracle des loups (Франция-Италия, 1961) — режиссёр Андре Юнебель, в роли Людовика — Жан-Луи Барро.
- «Квентин Дорвард» / Quentin Durward (Франция, 1971) — режиссёр Жиль Гранжье, в роли Людовика — Мишель Витольд.
- «Людовик XI, или Рождение короля» / Louis XI ou La naissance d'un roi (Франция, 1978) — режиссёр Александр Астрюк, в роли Людовика — Дени Манюэль.
- «Людовик XI, или Центральная власть» / Louis XI ou Le pouvoir central (Франция, 1979) — режиссёр Александр Астрюк, в роли Людовика — Дени Манюэль.
- «Приключения Квентина Дорварда, стрелка королевской гвардии» (СССР, 1988) — режиссёр Сергей Тарасов, в роли Людовика — Александр Лазарев.
- «Горбун из Нотр-Дама» / The Hunchback (США, Венгрия, 1997) — режиссёр Питер Медак, в роли Людовика — Найджел Терри.
- «Жанна д’Арк» / Joan of Arc (Франция, 1999), в роли малолетнего Людовика — Ирвинг Помпюи.
- «Людовик XI, расколотая власть» / Louis XI, le pouvoir fracassé (Франция, 2011) — режиссёр Анри Эльман, в роли Людовика — Жак Перрен.
- «Пустая корона» / The Hollow Crown (Великобритания, 2012—2016), в роли Людовика — Эндрю Скотт.